# Nyctemera perissa
Nyctemera perissa là một loài bướm đêm thuộc phân họ Arctiinae, họ Erebidae.